# 나가파사급 잠수함
나가파사급 잠수함은 인도네시아 해군의 1400톤급 잠수함이다. 모두 12척을 건조할 계획이다.

## 역사
2011년 한국은 인도네시아 국방부로부터 나가파사(Nagapasa)급 잠수함 3척을 수주했다. 한국 최초의 잠수함 수출이다. 2017년 8월 3일 대우조선해양은 1번함 KRI 나가파사 403을 한국에서 건조해 인도네시아 해군에 인도했다.
중간 기항없이 부산에서 LA까지 1만해리(19,000 km)를 왕복 운항할 수 있으며, 8개의 발사관과 최신 무기체계를 갖췄다. 인도네시아 해군은 나가파사함에 이탈리아 WASS(it:Whitehead Sistemi Subacquei)사가 개발한 블랙샤크 중어뢰(en:Black Shark torpedo)를 탑재할 계획이다.
최소 30년 동안 사용할 계획이다.
3번함은 옥포조선소에서 블록형태로 건조 후 대우조선해양의 기술지원 아래 현지 인도네시아 국영 en:PT PAL 조선소에서 최종 조립될 예정이다.
UGM-84 하푼 미사일을 탑재한다. 아틀라스 일렉트로닉 CSU-90 헐 마운트 패시브 액티브 소나를 장착했다.
잠수함 3척의 가격이 승용차 7만5000대의 값이다.
2018년 11월, 대우조선해양은 추가로 3척을 수주했다.

## 같이 보기
- KRI 나가파사 403